# Krzysztof Głogowski
Krzysztof Głogowski (ur. 7 kwietnia 1960 w Warszawie) – polski radca prawny, były prezes zarządu PGNiG S.A (2006–2008).

## Wykształcenie
Absolwent Wydziału Prawa i Administracji Uniwersytetu Śląskiego w Katowicach. W 1990 uzyskał uprawnienia radcy prawnego i został wpisany na listę radców prawnych w Okręgowej Izbie Radców Prawnych w Warszawie. Ukończył także aplikację administracyjną w Instytucie Organizacji i Doskonalenia Kadr Administracji Państwowej.

## Kariera zawodowa
Karierę zawodową rozpoczął w 1986 w Zespole Organizacyjnym Gabinetu Ministra Ochrony Środowiska i Zasobów Naturalnych. W latach 1990–1995 był zatrudniony w Ministerstwie Przekształceń Własnościowych, w tym na stanowisku dyrektora Departamentu Prawnego. W 1995 pełnił funkcję doradcy prawnego Programu PHARE w Fundacji na rzecz przekształceń własnościowych, a w latach 1995–2000 – doradcy Banku Światowego pracującym na rzecz Ministerstwa Przekształceń Własnościowych, a następnie Ministerstwa Skarbu Państwa. Od 2000 jest doradcą ds. prawnych Ministra Skarbu Państwa.
Od 1995 prowadzi własną praktykę prawniczą. Od 2002 jest przewodniczącym rady nadzorczej Grupy Kęty S.A.. W latach 1999–2001 oraz 2005–2006 był przewodniczącym rady nadzorczej PGNiG S.A, a w okresie od 2006 do 2008 pełnił funkcję prezesa zarządu PGNiG S.A.
Ponadto był wiceprzewodniczącym rady nadzorczej spółki EuRoPolGaz S.A., członkiem rady nadzorczej Gaz Trading S.A. oraz przewodniczącym Rady Dyrektorów PGNiG Norway AS

## Wyróżnienie
Laureat wyróżnienia przyznanego przez kapitułę nagrody „Bona Lex” za współudział w opracowaniu projektu ustawy o szczególnych uprawnieniach Skarbu Państwa oraz ich wykonywaniu w spółkach kapitałowych o istotnym znaczeniu dla porządku publicznego lub bezpieczeństwa publicznego.